# Masalia nuristana
Masalia nuristana är en fjärilsart som beskrevs av Charles Boursin 1960. Masalia nuristana ingår i släktet Masalia och familjen nattflyn. Inga underarter finns listade i Catalogue of Life.